# Герквіц
Герквіц (нім. Görkwitz) — громада в Німеччині, розташована в землі Тюрингія. Входить до складу району Заале-Орла. Складова частина об'єднання громад Зенплатте.
Площа — 5,83 км2. Населення становить 319 ос. (станом на 31 грудня 2021).